# Вапа (Чачак)
Вапа је насеље у Србији у општини Чачак у Моравичком округу. Према попису из 2022. било је 615 становника.

## Демографија
У насељу Вапа живи 553 пунолетна становника, а просечна старост становништва износи 40,9 година (40,2 код мушкараца и 41,6 код жена). У насељу има 201 домаћинство, а просечан број чланова по домаћинству је 3,44.
Ово насеље је великим делом насељено Србима (према попису из 2002. године).
|  |

| Демографија | Демографија | Демографија |
| Година      | Становника  | Становника  |
| ----------- | ----------- | ----------- |
| 1948.       | 578         |             |
| 1953.       | 610         |             |
| 1961.       | 644         |             |
| 1971.       | 600         |             |
| 1981.       | 683         |             |
| 1991.       | 721         | 715         |
| 2002.       | 691         | 699         |
| 2011.       | 695         |             |

| Етнички састав према попису из 2002.‍ | Етнички састав према попису из 2002.‍ | Етнички састав према попису из 2002.‍ | Етнички састав према попису из 2002.‍ | Етнички састав према попису из 2002.‍ |
| ------------------------------------ | ------------------------------------ | ------------------------------------ | ------------------------------------ | ------------------------------------ |
|                                      |                                      |                                      |                                      |                                      |
| Срби                                 | Срби                                 |                                      | 684                                  | 98,98%                               |
| Руси                                 | Руси                                 |                                      | 1                                    | 0,14%                                |
| непознато                            | непознато                            |                                      | 1                                    | 0,14%                                |

| Година пописа     | 1948. | 1953. | 1961. | 1971. | 1981. | 1991. | 2002. |
| ----------------- | ----- | ----- | ----- | ----- | ----- | ----- | ----- |
| Број домаћинстава | 108   | 121   | 144   | 158   | 185   | 187   | 201   |

| Број чланова      | 1  | 2  | 3  | 4  | 5  | 6  | 7  | 8 | 9 | 10 и више | Просек |
| ----------------- | -- | -- | -- | -- | -- | -- | -- | - | - | --------- | ------ |
| Број домаћинстава | 40 | 43 | 27 | 30 | 24 | 22 | 10 | 4 | 0 | 1         | 3,44   |

| Пол    | Укупно | Неожењен/Неудата | Ожењен/Удата | Удовац/Удовица | Разведен/Разведена | Непознато |
| ------ | ------ | ---------------- | ------------ | -------------- | ------------------ | --------- |
| Мушки  | 286    | 77               | 191          | 11             | 3                  | 4         |
| Женски | 299    | 52               | 187          | 51             | 7                  | 2         |
| УКУПНО | 585    | 129              | 378          | 62             | 10                 | 6         |

| Пол    | Укупно                    | Пољопривреда, лов и шумарство | Рибарство                            | Вађење руде и камена | Прерађивачка индустрија       |
| ------ | ------------------------- | ----------------------------- | ------------------------------------ | -------------------- | ----------------------------- |
| Мушки  | 177                       | 68                            | 0                                    | 0                    | 45                            |
| Женски | 116                       | 40                            | 0                                    | 0                    | 29                            |
| УКУПНО | 293                       | 108                           | 0                                    | 0                    | 74                            |
| Пол    | Производња и снабдевање   | Грађевинарство                | Трговина                             | Хотели и ресторани   | Саобраћај, складиштење и везе |
| Мушки  | 0                         | 14                            | 17                                   | 3                    | 14                            |
| Женски | 0                         | 1                             | 14                                   | 4                    | 2                             |
| УКУПНО | 0                         | 15                            | 31                                   | 7                    | 16                            |
| Пол    | Финансијско посредовање   | Некретнине                    | Државна управа и одбрана             | Образовање           | Здравствени и социјални рад   |
| Мушки  | 0                         | 3                             | 2                                    | 2                    | 3                             |
| Женски | 0                         | 2                             | 2                                    | 3                    | 16                            |
| УКУПНО | 0                         | 5                             | 4                                    | 5                    | 19                            |
| Пол    | Остале услужне активности | Приватна домаћинства          | Екстериторијалне организације и тела | Непознато            | Непознато                     |
| Мушки  | 3                         | 0                             | 0                                    | 3                    | 3                             |
| Женски | 1                         | 0                             | 0                                    | 2                    | 2                             |
| УКУПНО | 4                         | 0                             | 0                                    | 5                    | 5                             |